# Tcherkessogaï
Les Tcherkessogaï (russe : Черкесогаи) ou Circasso-Arméniens (arménien : չերքեզահայեր cherk'ezahayer ; russe : черкесские армяне ; circassien : Адыгэ-ермэлы), parfois également appelés Ermeli (circassien : Ермэлы), Arméniens des montagnes (russe : горские армяне) ou Arméniens du Kouban (russe : закубанские армяне), sont des Arméniens de la diaspora habitant depuis le XVe siècle l'actuel kraï de Krasnodar et la république d'Adyguée en Russie.
Ils sont, selon le recensement de 2008, à peu près 50 000 personnes. 222 d'entre eux parlent encore le kabarde comme langue maternelle et 230 l'adyguéen, d'où leur nom de « Tcherkessogaï » ou « Circassiens ». La majorité de leurs ancêtres sont arrivés au Kouban après avoir fui, comme d'autres chrétiens, la Crimée, possession grecque et génoise conquise en 1475 par l'Empire ottoman et le khanat de Crimée. 
Il ne reste en Crimée qu'une seule communauté arménienne tcherkessogaï : celle de Sourkhat, dont subsiste, jusqu'à nos jours, un monastère : celui de Sourp Khach Vank (en arménien Սուրբ Խաչ վանք).